# They-sous-Vaudemont
They-sous-Vaudemont település Franciaországban, Meurthe-et-Moselle megyében. Lakosainak száma 18 fő (2022. január 1.). They-sous-Vaudemont Dommarie-Eulmont, Gugney, Pulney, Saxon-Sion és Vaudémont községekkel határos.

## Népesség
A település népessége az elmúlt években az alábbi módon változott:
| Lakosok száma | 14   | 13   | 11   | 13   | 11   | 10   | 14   | 17   | 18   | 18   |
|               | 1968 | 1982 | 1990 | 2006 | 2013 | 2015 | 2017 | 2019 | 2020 | 2022 |